# Conus spirogloxus
Conus spirogloxus é uma espécie de gastrópode do gênero Conus, pertencente à família Conidae.